# ヨルク (装甲巡洋艦)
|          | |
| 艦歴     | |
| 発注     | |
| 起工     | 1903年2月 |
| 進水     | 1904年5月14日 |
| 就役     | 1905年11月 |
| 退役     | |
| その後   | 1914年11月4日に戦没 |
| 除籍     | |
| 性能諸元 | |
| 排水量   | 常備： 9,533トン 満載：10,266トン                                                                                           |
| 全長     | 127.8 m |
| 全幅     | 20.2 m |
| 吃水     | 7.76 m |
| 機関     | デュール式石炭・重油混焼缶16基+直立型三段膨張式レシプロ機関3基3軸推進                                                       |
| 最大出力 | 20,031hp |
| 最大速力 | 21.4ノット |
| 航続距離 | 12ノット/4,200海里 |
| 乗員     | 633名 |
| 兵装     | 21cm(40口径)連装速射砲2基 15cm(40口径)単装速射砲10基 8.8cm(35口径)単装速射砲14基 3.7cm機砲単装4基 45cm水中魚雷発射管単装4門 |
| 装甲     | 舷側：80～100mm（水線面主装甲） 甲板：60mm(水平面) 主砲防盾：150mm 司令塔：150mm                                            |

ヨルク (SMS Yorck) はドイツ帝国海軍の装甲巡洋艦。ローン級。艦名はプロイセンの将軍ヨハン・ダーヴィット・ルートヴィヒ・ヨルク・フォン・ヴァルテンブルクにちなむ。

## 艦歴
ブローム・ウント・フォス社で1903年2月起工。1904年5月14日進水。1905年11月就役。
1911年10月1日から1912年2月26日まで後のドイツ艦隊司令長官フランツ・フォン・ヒッパーが艦長を務めた。1913年3月4日、ヨルクは訓練中に水雷艇S178と衝突した。ヨルクの損傷は軽微であったが、S178は沈没し66名の死者を出した。ヨルクと戦艦オルデンブルクが15人を救助した。
1913年5月にヨルクは退役し予備役となった。ヨルク乗員の多くは巡洋戦艦ザイドリッツに移った。
1914年8月12日、ヨルクは再就役し第3偵察群に配属された。
11月2日から4日までヨルクはヤーマス襲撃を行った艦隊支援のための出撃に備えてヤーデ川河口に停泊していた。11月4日、ヨルクはヴィルヘルムスハーフェンへ向けて出航した。濃い霧の中、ヨルクはドイツ軍が敷設した機雷に触れ転覆沈没した。乗員336人が死亡し、海防戦艦ハーゲンによって381人が救助された。